# Auguste Honoré Charlois
Auguste Honoré Charlois, francoski astronom, * 26. november 1864, † 26. marec 1910.
Auguste Charlois je odkril 99 asteroidov. Njegov prvi odkriti asteroid je bil 267 Tirza v letu 1887. Posnel je tudi asteroid 433 Eros v isti noči kot Carl Gustav Witt, vendar odkritja ni objavil dovolj hitro, da bi mu priznali odkritje.

## Delo
Auguste Charlois je deloval v Nici. Z delom je pričel še v dobi vizualnega odkrivanja asteroidov. V letu 1891 je nemški astronom Max Wolf (1863 – 1932) pričel z uporabo astrofotografije, ki je izredno povečala število odkritih asteroidov. Skupaj z Wolfom je Auguste Charlois odkril veliko več asteroidov, kot bi to bilo mogoče samo z opazovanji.

## Priznanja
Poimenovanja
Njemu v čast so poimenovali asteroid 1510 Charlois, ki ga je odkril André Patry v letu 1939.